# Жангільдинський сільський округ
Жангільди́нський сільський округ (каз. Жангелдин ауылдық округі, рос. Жангильдинский сельский округ) — адміністративна одиниця у складі Улитауського району Улитауської області Казахстану. Адміністративний центр — село Байконур.
Населення — 515 осіб (2021; 700 у 2009, 983 у 1999, 1517 у 1989).
Станом на 1989 рік існувала Джангілдинська сільська рада (села Байконур, Кизилуй, Талдикудук) ліквідованого Джездинського району.

## Склад
До складу округу входять такі населені пункти:
| Населений пункт  | Населення, осіб (1989) | Населення, осіб (1999) | Населення, осіб (2009) | Населення, осіб (2021) |
| ---------------- | ---------------------- | ---------------------- | ---------------------- | ---------------------- |
| Байконур, село   | 1020                   | 625                    | 427                    | 389                    |
| Кизилуй, село    | 330                    | 238                    | 199                    | 86                     |
| Талдикудук, село | 167                    | 120                    | 74                     | 40                     |